# Batrachia
Batraciens
Super-ordre
Ordres de rang inférieur
- clade Caudata :
  - Urodela
- clade Salientia :
  - Anura

Les batraciens (Batrachia), du grec βάτραχος batrachos « grenouille », forment le groupe d'amphibiens modernes réunissant les ordres des anoures (grenouilles et crapauds) et des urodèles (salamandres, tritons), à l'exclusion des cécilies et des allocaudates éteints. Le nom Batrachia a été utilisé pour la première fois par le zoologiste français Pierre André Latreille en 1800 pour désigner les grenouilles, mais a été plus récemment défini dans un sens phylogénétique comme un taxon basé sur des nœuds qui comprend le dernier ancêtre commun des grenouilles, crapauds et salamandres, et sa descendance.
L'idée que les grenouilles, crapauds et salamandres sont plus étroitement liés entre eux qu'aux cécilies est fortement étayée par des preuves génétiques moléculaires et morphologiques : ce sont par exemple les seuls vertébrés actuels capables de lever et de baisser les yeux dans leurs orbites, mais une hypothèse alternative existe, selon laquelle les salamandres et les cécilies sont de parents proches dans le cadre d'un clade appelé Procera, les grenouilles étant alors le taxon frère de ce groupe.
Le terme de « batraciens » a donc parfois été synonyme d'amphibiens, mais exclut aujourd'hui l'ordre des gymnophiones regroupant des espèces apodes vivant dans des régions tropicales.

## Origines
Les plus anciens batraciens connus sont des salientiens du Trias inférieur, il y a environ 250 millions d'années, notamment les grenouilles-types Triadobatrachus et Czatkobatrachus. Cependant, plusieurs estimations d'horloge moléculaire placent la première apparition du groupe Batrachia (autrement dit le moment où les lignées de grenouilles et de salamandres ont divergé l'une de l'autre) avant le Trias inférieur, donc au Permien, mais certaines remontent à 367 millions d'années au Dévonien supérieur (c'est-à-dire au moment où les tétrapodes ont commencé à émerger indépendamment). Cependant, à l'heure actuelle, il n'y a aucune preuve de l'existence de lissamphibiens ou d'animaux y ressemblant dans les matériaux fossiles antérieurs au Trias. Les groupes de tétrapodes supposés être les ancêtres des amphibiens modernes (lépospondyles et Amphibamidae temnospondyles) apparaissent au Carbonifère supérieur, il y a environ 300 millions d'années. De grands assemblages de tétrapodes fossiles sont connus depuis l'étage Artinskien du Permien précoce il y a environ 275 millions d'années et ne contiennent pas de lissamphibiens, ce qui suggère que le début du Permien pourrait être une limite supérieure pour l'âge des Batrachia.

## Classification
- Caudata Fischer von Waldheim, 1813
  - Ordre Urodela Duméril, 1806
- Salientia Laurenti 1768
  - Ordre Anura Fischer von Waldheim, 1813

En tant que « groupe-couronne », ce taxon comprend également les genres basaux de chacune de ses branches Salientia et Caudata.
D'un point de vue taxonomique, « Batraciens » Brongniart, 1800, latinisé ensuite en Batrachii Latreille, 1800 et encore en Batrachia Macartney, 1802 ont bien été définis comme regroupant grenouilles et urodèles, et en excluant les gymnophiones.

## Phylogénie
Phylogénie des ordres d'amphibiens modernes d'après Marjanovic & Laurin (2007) :
|           | † Allocaudata |
|           | |
| Batrachia | \| Caudata \| Urodela (salamandres...) \| \| \| Urodela (salamandres...) \| \| Salientia \| Anura (grenouilles et crapauds) \| \| \| Anura (grenouilles et crapauds) \| |
|           | \| Caudata \| Urodela (salamandres...) \| \| \| Urodela (salamandres...) \| \| Salientia \| Anura (grenouilles et crapauds) \| \| \| Anura (grenouilles et crapauds) \| |
| Caudata   | Urodela (salamandres...) |
|           | Urodela (salamandres...) |
| Salientia | Anura (grenouilles et crapauds) |
|           | Anura (grenouilles et crapauds) |

| Caudata   | Urodela (salamandres...)        |
|           | Urodela (salamandres...)        |
| Salientia | Anura (grenouilles et crapauds) |
|           | Anura (grenouilles et crapauds) |

|           | † Allocaudata |
|           | |
| Batrachia | \| Caudata \| Urodela (salamandres...) \| \| \| Urodela (salamandres...) \| \| Salientia \| Anura (grenouilles et crapauds) \| \| \| Anura (grenouilles et crapauds) \| |
|           | \| Caudata \| Urodela (salamandres...) \| \| \| Urodela (salamandres...) \| \| Salientia \| Anura (grenouilles et crapauds) \| \| \| Anura (grenouilles et crapauds) \| |
| Caudata   | Urodela (salamandres...) |
|           | Urodela (salamandres...) |
| Salientia | Anura (grenouilles et crapauds) |
|           | Anura (grenouilles et crapauds) |

| Caudata   | Urodela (salamandres...)        |
|           | Urodela (salamandres...)        |
| Salientia | Anura (grenouilles et crapauds) |
|           | Anura (grenouilles et crapauds) |